# Aphidius rosaphidis
Aphidius rosaphidis är en stekelart som beskrevs av Smith 1944. Aphidius rosaphidis ingår i släktet Aphidius och familjen bracksteklar. Inga underarter finns listade i Catalogue of Life.